# 100 Bloody Acres
100 Bloody Acres és una pel·lícula de comèdia de terror australiana de 2012 dirigida i escrita pels germans Colin i Cameron Cairnes. Damon Herriman i Angus Sampson són fabricants de fertilitzants rurals oportunistes que recorren a l'ús de restes humanes per als seus negocis. Es va estrenar al Festival Internacional de Cinema de Melbourne el 4 d'agost de 2012 i es va estrenar als Estats Units el 28 de juny de 2013.

## Argument
Reg i Lindsay Morgan posseeixen i gestionen un petit negoci de fertilitzants de sang i ossos a Austràlia Meridional. Mentre fa els lliuraments locals i la recollida ocasional d'animals atropellats, Reg es troba amb el lloc de l'accident d'una furgoneta, amb el conductor mort a l'interior. Recuperant el cos de l'accident, el posa a la part posterior del seu propi camió. En tornar a la planta dels germans, Reg torna a ser retardat, aquesta vegada per tres turistes atrapats al costat de la carretera: Sophie, una dona jove; James, el xicot de la Sophie; i Wes, l'amic de James, amb qui la Sophie té una aventura. Reg sent una atracció instantània per la Sophie i, en contra del seu bon criteri, permet que els tres viatgin amb ell.
En Wes i en James van a la part posterior del camió amb el cadàver amagat, i la Sophie va al davant amb en Reg, mentre que en James li diu a en Wes que té previst casar-se amb la Sophie. La parella aviat descobreix el cadàver i temen per les seves vides. La Sophie comença a trobar coses en comú amb en Reg, però l'ansietat d'en Reg el supera. Això posa nerviosa a la Sophie i, tan bon punt el camió arriba a la planta, Reg la detè. Lindsay arriba i demana saber què està passant. Reg suggereix que poden triturar la gent per convertir-la en fertilitzant, i Lindsay l'aconsella per la seva falta de planificació per a un crim tan audaç. En última instància, Lindsay accepta la idea de Reg, i es revela que la parella ha triturat humans en el passat: per crear una nova fórmula per al seu fertilitzant, la parella va triturar un grup de voluntaris de caritat que es van estavellar i van morir en un accident de carretera proper.
Wes i James aviat són detinguts amb Sophie, i el trio veu com Reg i Lindsay molen el conductor. A l'últim moment, Reg es convence que l'home encara viu i intenta salvar-lo, sense èxit. Quan Wes es deixa anar i escapa, Lindsay el persegueix. La Sophie s'aprofita de la situació i intenta seduir en Reg, per al disgust de James. Reg s'adona de l'enginy i exposa la infidelitat de la Sophie amb en Wes, enfadant encara més en James. Lindsay aviat torna amb Wes, adquirint el cos d'un oficial de policia local pel camí. Reg ara comença a pensar seriosament sobre les accions de la parella. Quan Nancy, la seva veïna gran, sorprèn els germans amb una visita, Lindsay embolica Reg al maleter d'un cotxe amb Wes, tallant-li la mà en el procés. Reg i Wes treballen junts per escapar, i Reg entra sol a casa per enfrontar-se al seu germà.
Reg escolta Lindsay dir a la Nancy que Reg s'ha mudat, potser definitivament. A mesura que Reg reuneix el seu coratge, Lindsay i Nancy comencen a tenir relacions sexuals greument pertorbades, el Reg decideix robar les claus de la Lindsay. Quan està a punt d'agafar-los, en Wes ensopega a la casa, buscant la seva mà que li falta. En un atac de ràbia, Lindsay mata Wes i Nancy, i Reg fuig amb les claus. James i Sophie s'espanten quan senten els trets, però la Sophie decideix tornar a la granja quan sent que Reg la crida; James trenca amb ràbia amb la Sophie quan se'n va. Després d'una breu lluita, Lindsay domina i lliga a Reg. Mentre Lindsay prepara Reg per a la mòlta, la Sophie torna i la distreu. Reg és capaç d'apropar-la al molinet, matant-lo després, Sophie i Reg comparteixen una atracció momentània. En una escena posterior als crèdits, James surt a la carretera histèric i és assassinat per un conductor imprudent.

## Repartiment
- Damon Herriman com a Reg Morgan
- Angus Sampson com a Lindsay Morgan
- Anna McGahan com a Sophie
- Oliver Ackland com a James
- James "Jamie" Kristian com a Wes
- Chrissie Page com a Nancy
- John Jarratt com a Burke
- Paul Blackwell com a Charlie Wick

## Producció
La productora Julie Ryan va conèixer els germans Cairnes a l'IndiVision Lab de l'Australian Film Commission l'any 2008, i la seva empresa Cyan Films, es va unir al projecte just abans que els germans Cairnes guanyessin la categoria Horror-Thriller per a l'escriptura de guions al Slamdance Writing Competition de 2010. La pel·lícula va ser finançada per Screen Australia, South Australian Film Corporation, Film Victoria i el Melbourne International Film Festival Premiere Fund. El gener de 2012, la producció de la pel·lícula va començar a Adelaida, Austràlia Meridional.

## Estrena
La pel·lícula es va estrenar al Festival Internacional de Cinema de Melbourne l'agost de 2012. Aleshores va ser una Selecció Oficial al Festival Internacional de Cinema Fantàstic de Brussel·les 2013, i llançada als EUA el 28 de juny de 2013.

## Recepció
Rotten Tomatoes, un agregador de ressenyes, informa que el 79% dels 38 crítics enquestats van donar a la pel·lícula una crítica positiva; la valoració mitjana va ser de 6,48/10. Metacritic la va puntuar 63/100. Matt Zoller Seitz de RogerEbert.com la va anomenar "la millor comèdia de terror de baix pressupost" des de Shaun of the Dead, i una de les primeres pel·lícules més assegurades en els últims temps." Jeannette Catsoulis de The New York Times va escriure que la pel·lícula no té originalitat, però "té el seu propi encant, sobretot a causa d'intèrprets que mai no exageren llurs mans." Mark Olsen de Los Angeles Times la va anomenar un "comèdia de terror vertiginosa i deliciosa". Drew Hunt de Chicago Reader va escriure: "Tot i que prou entretinguda com a exercici de gènere, la pel·lícula és massa simplista per transcendir el seu concepte bàsic." Megan Lehmann de The Hollywood Reporter la va anomenar una "comèdia splatter australiana fora de la paret" amb "actuacions animades" i "un guió astutament estructurat". Richard Kuipers de Variety la va anomenar "un riff cruent i divertit sobre la confiança dels nens de la ciutat amenaçats pels tipus rurals". Kwenton Bellette de Twitch Film va escriure que "destaca de la majoria dels horrors; juga amb la convenció i el modela en una forma malalta i retorçada."

### Premis
| Premi                                                   | Categoria                                      | Subjecte                      | Resultat  |
| ------------------------------------------------------- | ---------------------------------------------- | ----------------------------- | --------- |
| Premis AACTA (3rs)                                      | Millor guió original                           | Cameron Cairnes Colin Cairnes | Nominat   |
| Premis AACTA (3rs)                                      | Millor actor secundari                         | Angus Sampson                 | Nominat   |
| Premis de l'Associació de Crítics de Cinema d'Austràlia | Millor actor secundari                         | Angus Sampson                 | Nominat   |
| Premis de l'Associació de Crítics de Cinema d'Austràlia | Millor actor                                   | Damon Herriman                | Nominat   |
| Premis de l'Associació de Crítics de Cinema d'Austràlia | Millor actriu                                  | Anna McGahan                  | Nominat   |
| Premis de l'Associació de Crítics de Cinema d'Austràlia | Millor guió                                    | Cameron Cairnes Colin Cairnes | Nominat   |
| Festival de Sitges                                      | Premi del Jurat Carnet Jove - Midnight X-Treme | Cameron Cairnes Colin Cairnes | Guanyador |